# پوست گلویی

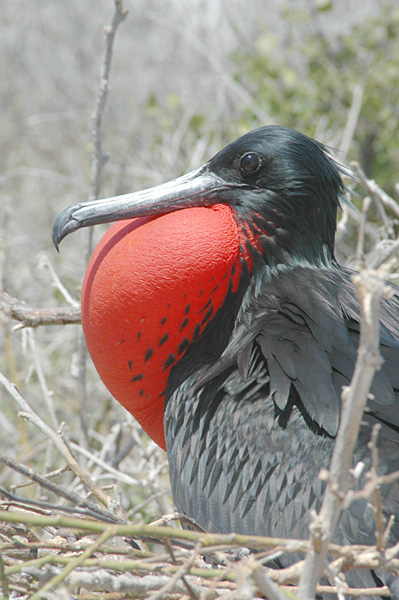
سینه‌بادکنک نر

پوست گلویی (به انگلیسی: Gular skin)، در پرنده‌شناسی، بخشی از پوست بدون پر پرندگان است که پایینی فک پایین نوک (یا منقار) را به گردن پرنده می‌پیوندد. دیگر گونه‌های مهره‌داران ممکن است ساختار تشریحی مشابهی داشته باشند که به آن کیسه گلویی، کیسه آوایی یا چین گلویی گفته می‌شود.

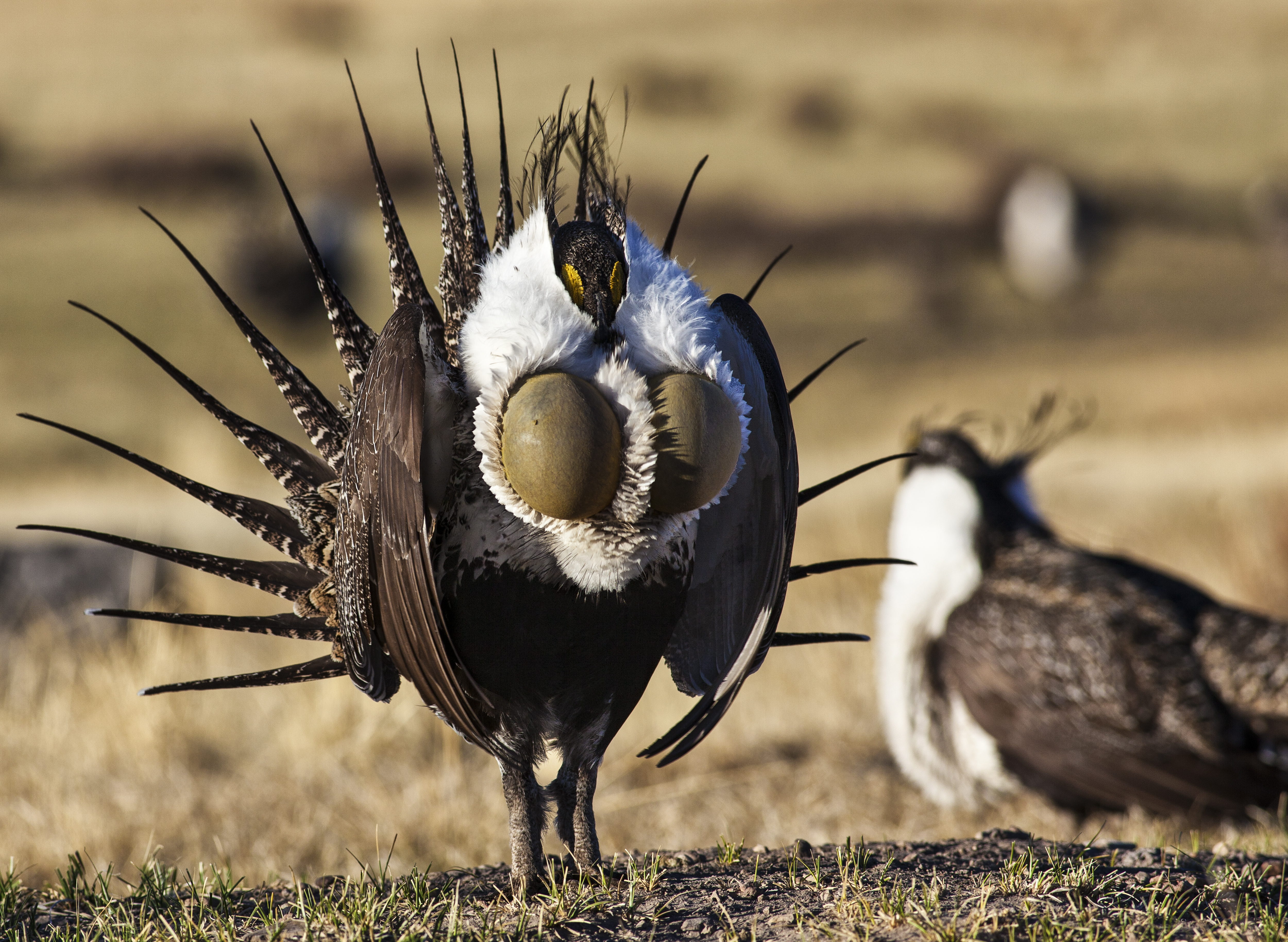
سیاه‌خروس دم‌سیخ بزرگ نر با کیسه‌های گلویی بادکرده

## در پرندگان
پوست گلویی می‌تواند بسیار برجسته باشد، به عنوان مثال در اعضای راسته بوبی‌سانان و همچنین در پلیکان‌ها (که احتمالاً نیای مشترکی دارند). در بسیاری از گونه‌ها، پوست گلویی یک کیسه گلویی (gular pouch) تشکیل می‌دهد که معمولاً برای نگهداری ماهی و دیگر طعمه‌ها در هنگام شکار استفاده می‌شود.
در باکلان‌ها، پوست گلویی اغلب رنگی است، که با ظاهر ساده سیاه یا سیاه و سفید پرنده در تضاد است. این احتمالاً کارکردی در سیگنال‌دهی اجتماعی دارد، زیرا رنگ‌ها در بزرگسالان زادآور برجسته‌تر می‌شوند.
در پرندگان سینه‌بادکنک، پوست گلویی (یا کیسه گلویی) به‌طور چشمگیری استفاده می‌شود. هنگام نمایش خواستگاری، نر هوا را به داخل کیسه می‌فرستد و سبب می‌شود که در مدت ۲۰ دقیقه به یک بادکنک قرمز بزرگ شگفت‌انگیزی تبدیل شود.
از آنجایی که باکلان‌ها نسبت به پرندگان سینه‌بادکنکی یا پلیکان‌ها خویشاوندان نزدیک‌تری با سفیدغازها و مارگردن‌ها (که کیسه گلویی برجسته‌ای ندارند) هستند، می‌توان دید که کیسه گلویی یا نزدیک‌ریختی است یا با فرگشت موازی به دست آمده‌است.

## در دیگر مهره‌داران
اورانگوتان تنها میمون بزرگ شناخته شده‌ای است که این ویژگی را دارد و تنها در نرها وجود دارد. افزون بر این، گراز دریایی و برخی از گونه‌های میمون درازدست مانند غبغبی دارای کیسه گلویی هستند. بسیاری از دوزیستان برای برقراری ارتباط، ترساندن رقیبان (اعلام قلمرو یا تسلط)، و یافتن و جذب جفت، کیسه آوایی خود را باد می‌کنند تا صداهای خاصی ایجاد کنند. کیسه گلویی در این مورد صدای آنها را تقویت می‌کند تا بلندتر و به ظاهر نزدیک‌تر شنیده شود. برخی از گونه‌های مارمولک دارای چین گلویی و در نتیجه پولک‌های گلویی هستند.
دایناسور ددپای Pelecanimimus که در اوایل دوره کرتاسه ۱۳۰ میلیون سال پیش می‌زیسته‌است، همچنین دارای کیسه گلویی بود، شبیه به پلیکان که از آن نام گرفته شده‌است.

## بی‌مهرگان
حلزون قیفک دارای کیسه گلویی است.